# Hornussen (sport)

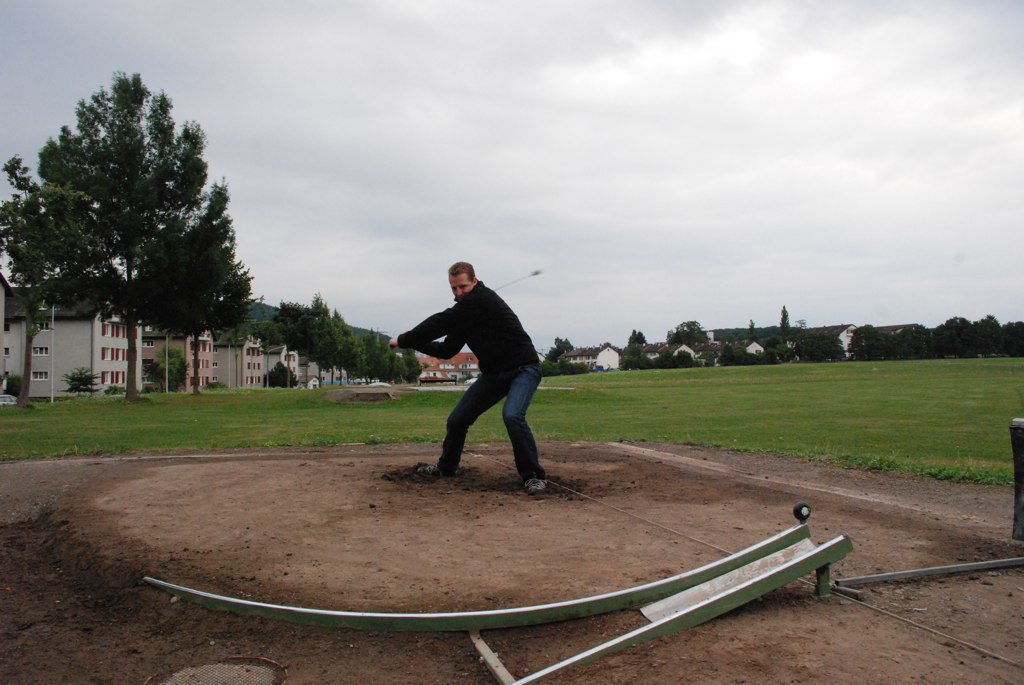
En spelare slår till pucken.

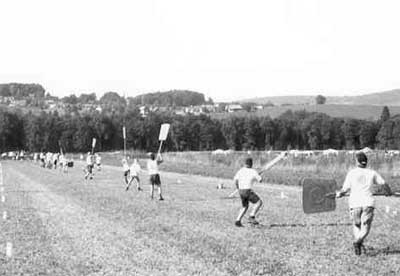
Utespelare som ska blockera pucken.

Hornussen är en lagsport som kan liknas med golf och brännboll. Sporten som är populär i Schweiz är döpt efter den puck, "Nouss", som används. När den träffas kan den komma upp i en hastighet av 300 km/h och avger ett surrande ljud. Målet med spelet är att slå pucken så långt som möjligt och få den att träffa marken, utan att den blir blockerad av motståndarlagets utespelare.